# Pakch’ŏn
Pakch’ŏn (kor. 박천군, Pakch’ŏn-gun) – powiat w Korei Północnej, w prowincji P’yŏngan Północny. W 2008 roku liczył 98 128 mieszkańców. Graniczy z powiatami Nyŏngbyŏn od wschodu, Unjŏn od zachodu, T’aech’ŏn od północy, a także z należącym do prowincji P’yŏngan Południowy miastem Anju. Powiat znajduje się nad Morzem Żółtym, określanym w Korei Północnej jako Morze Zachodniokoreańskie. 30% terytorium stanowią lasy, stosunkowo duży odsetek powierzchni powiatu w porównaniu z resztą kraju stanowią tereny uprawne – ok. 50%. Przez powiat przebiega linia kolejowa P’yŏngŭi, łącząca stolicę Korei Północnej, Pjongjang ze znajdującym się w północno-zachodniej części kraju miasta Sinŭiju, a dalej z siecią kolejową Chin, a także bardzo krótka, 9-kilometrowa linia Pakch’ŏn, łącząca miasteczko Pakch’ŏn z dzielnicą robotniczą Maengjung (Maengjung-rodongjagu).

## Historia
Przed wyzwoleniem Korei spod okupacji japońskiej powiat składał się z 11 miejscowości (kor. myŏn) oraz 91 wsi (kor. ri). W obecnej formie powstał w wyniku gruntownej reformy podziału administracyjnego w grudniu 1952 roku. W jego skład weszły wówczas tereny należące wcześniej do miejscowości Pakch’ŏn, Tongnam, Tŏk'am, Yangga, Ch'ŏngryong (10 wsi), Kasan (2 wsie – wszystkie te miejscowości poprzednio były częścią powiatu Pakch’ŏn), Toksan (powiat Nyŏngbyŏn), a także Anju (2 wsie z powiatu o tej samej co miejscowość nazwie). Powiat Pakch’ŏn składał się wówczas z jednego miasteczka (Pakch’ŏn-ŭp) i 33 wsi. W czerwcu 1958 roku do powiatu przyłączono wsie Samhwa, Sambong oraz Ch'ŏngryong, wcześniej będące częścią powiatu Unjŏn. W maju 1980 roku natomiast powiat zmniejszył się o wsie Ryongjŏng, Ryonghŭng, Songdo oraz o dzielnicę robotniczą Tŏksŏng. Wszystkie te jednostki weszły wtedy w skład należącego do prowincji P’yŏngan Południowy, powiatu Anju.

## Gospodarka
Lokalna gospodarka oparta jest na rolnictwie. Na terenie powiatu znajdują się głównie uprawy ryżu, ale także kukurydzy, soi, pszenicy i jęczmienia. Istotne dla gospodarki regionu jest również górnictwo, sadownictwo i hodowla żywego inwentarza. Tereny powiatu kryją złoża złota, srebra i minerałów z grupy łyszczyków (tak zwane miki).

## Podział administracyjny powiatu
W skład powiatu wchodzą następujące jednostki administracyjne:
| Nazwa jednostki administracyjnej | Rodzaj jednostki administracyjnej | Hangul       |
| -------------------------------- | --------------------------------- | ------------ |
| Pakch’ŏn-ŭp                      | miasteczko                        | 박천읍       |
| Maengjung-rodongjagu             | dzielnica robotnicza              | 맹중로동자구 |
| Kisong-ri                        | wieś                              | 기송리       |
| Tansan-ri                        | wieś                              | 단산리       |
| Tŏksam-ri                        | wieś                              | 덕삼리       |
| Taeryŏng-ri                      | wieś                              | 대령리       |
| Ryulgok-ri                       | wieś                              | 률곡리       |
| Maengha-ri                       | wieś                              | 맹하리       |
| Pongsŏng-ri                      | wieś                              | 봉성리       |
| Sambong-ri                       | wieś                              | 삼봉리       |
| Samha-ri                         | wieś                              | 삼하리       |
| Sangju-ri                        | wieś                              | 상주리       |
| Sang'yang-ri                     | wieś                              | 상양리       |
| Sŏkgye-ri                        | wieś                              | 석계리       |
| Songsŏk-ri                       | wieś                              | 송석리       |
| Sinp’yŏng-ri                     | wieś                              | 신평리       |
| Jungnam-ri                       | wieś                              | 중남리       |
| Ch'ŏngryong-ri                   | wieś                              | 청룡리       |
| Ch'ŏngsan-ri                     | wieś                              | 청산리       |
| Hak'am-ri                        | wieś                              | 학암리       |
| Wŏnnam-ri                        | wieś                              | 원남리       |